# 楊棟

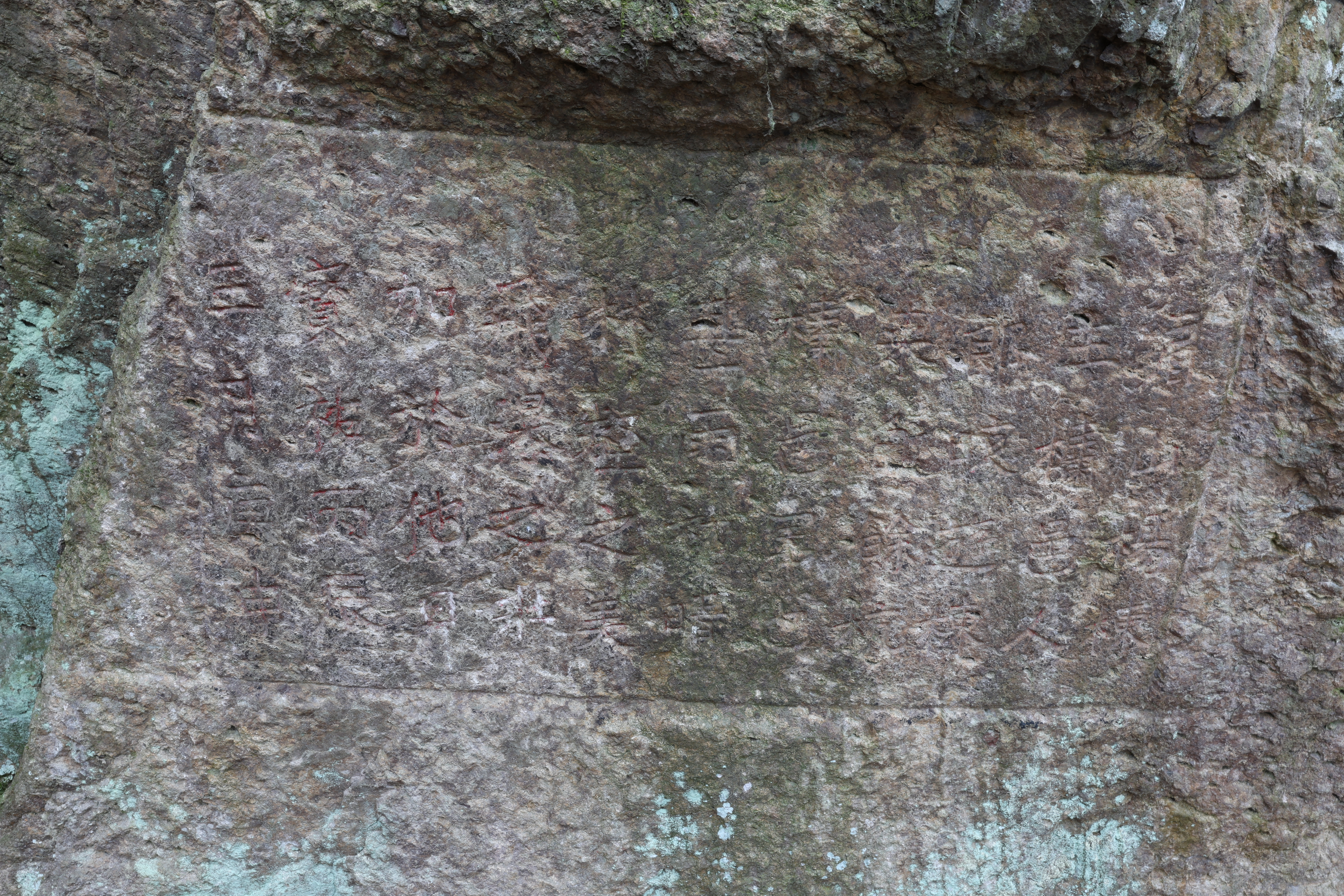
楊棟等人在臨安九仙山的題名：眉山楊棟、王橚，邑人郎䀭遊。棟來自餘杭；橚邑宰也；甚雨初晴，林壑之美、飛瀑之壯，加于他日。寶祐丙辰（1256）三月庚申。此題名的同一日稍晚，三人在玲瓏山有另一方題名。

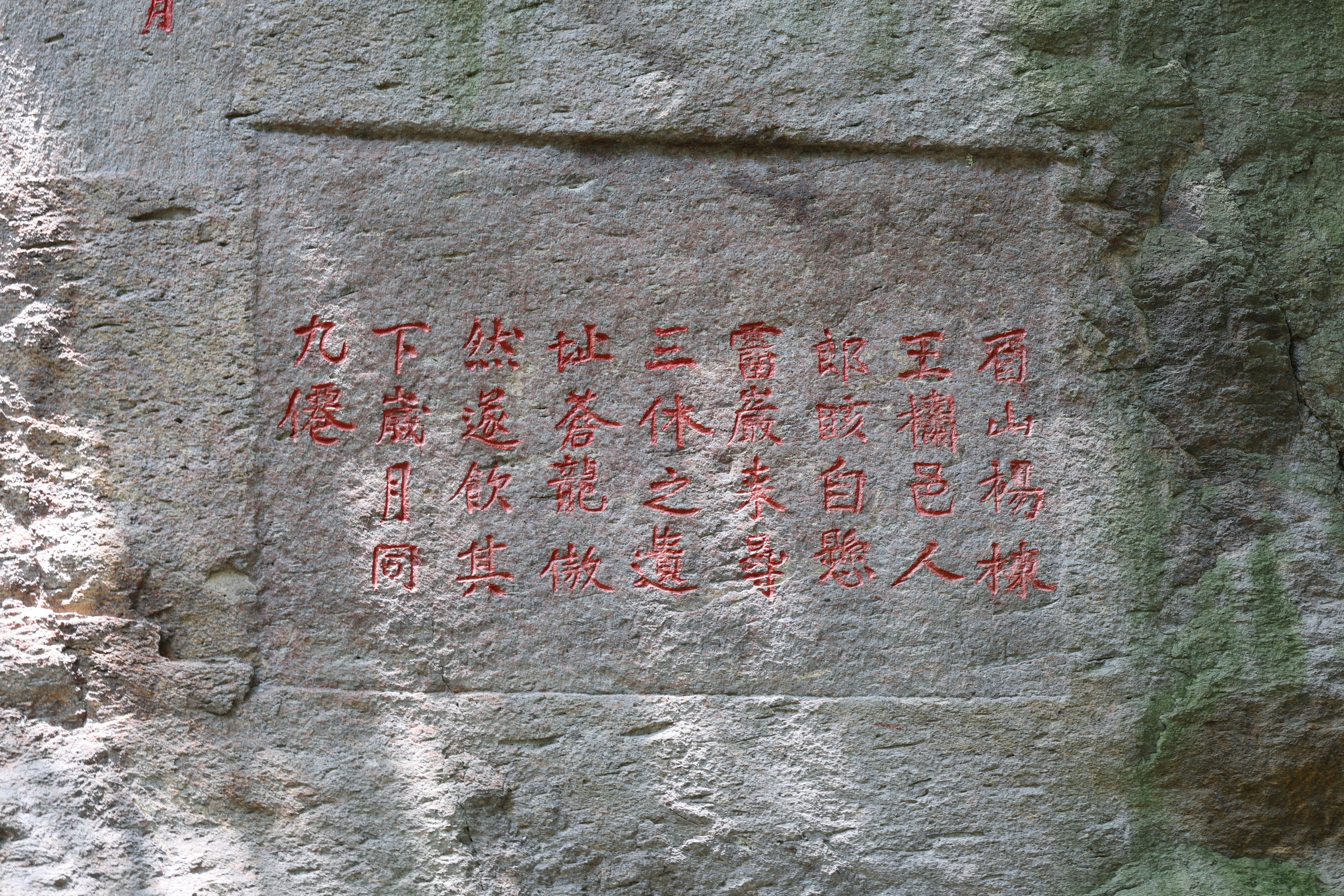
楊棟、王橚、郎䀭三人在臨安玲瓏山留下的題名。

楊棟（？—？），字元極，號平舟。南宋眉州青神（今屬四川）人。
紹定二年（1229）進士第二。紹定四年（1231），召試授祕書省正字，歷官樞密院編修官、實錄院檢討。淳祐十年（1250），知興化軍，後轉福州知州。景定五年（1264），官至簽書樞密院事兼權參知政事。次年罷官。景定七年（1266）王華甫邀楊棟任上蔡書院山長，寓居台州。
賈似道為了獲得聲望，曾經主動推薦過楊棟。但楊棟暗中請皇帝斥逐似道。這件事後來被賈似道察覺，楊棟遂遭彈劾而去。據《洞霄宮提舉題名記》，楊棟曾以資政殿學士提舉洞霄宮。

## 延伸阅读
[在维基数据编辑]
 《宋史·卷421》，出自脱脱《宋史》